# Темирбулатова, Сапияханум Муртузалиевна
Сапияханум Муртузалиевна Темирбулатова — учёный-даргиновед, доктор филологических наук, ведущий научный сотрудник отдела лексикологии и лексикографии ИЯЛИ ДНЦ РАН. Как специалист по даргинским диалектам опубликовала первое монографическое исследование одного из ранее не изученных и самых отдаленных диалектов даргинского языка — хайдакского.

## Биография
С. М. Темирбулатова родилась 3 июня 1947 года в селе Санчи Кайтагского района ДАССР.

### Учёба
После окончания школы, поступила в Дагестанский государственный университет. В 1971 году с отличием окончила филологический факультет ДГУ. В 1979 году окончила аспирантуру при Дагестанском филиале Академии наук СССР.

### Трудовая деятельность
После окончания вуза работала учительницей русского языка и литературы в Санчинской средней школе Кайтагского района ДАССР (1971—1975).

## Публикации
- Хайдакский диалект даргинского языка. Махачкала, 2004.
- Отраслевая лексика даргинского языка. Монография Махачкала ИЯЛИ ДНЦ РАН 2008 г.

## Награды
- Медаль «За доблестный труд (2025)[2]